# Addisoniidae
Addisoniidae is een familie van weekdieren uit de klasse van de Gastropoda (slakken).

## Onderfamilies
- Addisoniinae Dall, 1882
- Helicopeltinae Marshall, 1996